# Parexilisia submarginalis
Parexilisia submarginalis är en fjärilsart som beskrevs av De Toulgoët 1958. Parexilisia submarginalis ingår i släktet Parexilisia och familjen björnspinnare. Inga underarter finns listade i Catalogue of Life.